# Matthias Bachinger
Matthias Bachinger (Múnic, Alemanya Occidental, 2 d'abril de 1987) és un tennista alemany. Va esdevenir en professional el 2005 i el seu lloc més alt al rànquing mundial va ser el número 85, aconseguit l'agost de 2011.

## Palmarès

### Individual: 1 (0−1)
| Llegenda (pre/post 2009)                                 |
| -------------------------------------------------------- |
| Grand Slams (0−0)                                        |
| Tennis Masters Cup / ATP Finals (0−0)                    |
| ATP Masters Series / ATP World Tour Masters 1000 (0−0)   |
| ATP International Series Gold / ATP World Tour 500 (0−0) |
| ATP International Series / ATP World Tour 250 (0−1)      |

| Títols per superfície |
| --------------------- |
| Dura (0−1)            |
| Gespa (0−0)           |
| Terra batuda (0−0)    |

| Resultat  | Núm. | Data                   | Torneig      | Superfície | Oponent      | Marcador    |
| --------- | ---- | ---------------------- | ------------ | ---------- | ------------ | ----------- |
| Finalista | 1.   | 23 de setembre de 2018 | Metz, França | Dura (i)   | Gilles Simon | 6−7(2), 1−6 |

### Dobles: 1 (0−1)
| Llegenda (pre/post 2009)                                 |
| -------------------------------------------------------- |
| Grand Slams (0−0)                                        |
| Tennis Masters Cup / ATP Finals (0−0)                    |
| ATP Masters Series / ATP World Tour Masters 1000 (0−0)   |
| ATP International Series Gold / ATP World Tour 500 (0−0) |
| ATP International Series / ATP World Tour 250 (0−1)      |

| Títols per superfície |
| --------------------- |
| Dura (0−1)            |
| Gespa (0−0)           |
| Terra batuda (0−0)    |

| Resultat  | Núm. | Data                 | Torneig               | Superfície | Parella     | Oponents                         | Marcador         |
| --------- | ---- | -------------------- | --------------------- | ---------- | ----------- | -------------------------------- | ---------------- |
| Finalista | 1.   | 24 de juliol de 2011 | Atlanta, Estats Units | Dura       | Frank Moser | Alex Bogomolov Jr. Matthew Ebden | 6−3, 5−7, [8−10] |

## Trajectòria

### Individual
| Open d'Austràlia | A   | Q1  | Q3  | Q2  | Q2 | 1R  | Q2  | Q2  | 2R  | A   | Q2  | 1R  | Q2  | Q2 | 0 / 3 | 1 − 3 |
| Roland Garros | Q1  | Q1  | Q1  | A   | Q1 | Q3  | Q2  | Q1  | 1R  | Q1  | A   | Q1  | Q2  |    | 0 / 1 | 0 − 1 |
| Wimbledon | Q1  | Q2  | Q3  | A   | 1R | 1R  | Q1  | Q2  | Q2  | Q3  | A   | Q3  | Q1  |    | 0 / 2 | 0 − 2 |
| US Open | A   | Q1  | Q1  | A   | 1R | 1R  | Q2  | 2R  | Q1  | Q3  | A   | Q1  | Q1  |    | 0 / 3 | 1 − 3 |
| Rànquing a final d'any | 173 | 225 | 239 | 187 | 94 | 123 | 159 | 141 | 222 | 493 | 180 | 130 | 223 |    |       |       |
| Llegenda: G: Guanyador; F: Finalista; SF: Semifinalista; QF: Quarts de final; Q: Qualificació; A: Absent; RR: Round Robin; |     |     |     |     |    |     |     |     |     |     |     |     |     |    |       |       |